# Глен-Коув (Нью-Йорк)
Глен-Коув (англ. Glen Cove) — місто (англ. city) на Лонг-Айленді в США, в окрузі Нассау штату Нью-Йорк. Населення — 26 964 особи (2010). Один з двох населених пунктів округу, що має статус місто (city).

## Географія
Глен-Коув розташоване у північно-західній частині острова Лонг-Айленд на березі однойменної протоки, з трьох інших боків оточене містом Ойстер-Бей.
Глен-Коув розташований за координатами 40°53′0″ пн. ш. 73°38′42″ зх. д. / 40.88333° пн. ш. 73.64500° зх. д. (40.883261, -73.644870). За даними Бюро перепису населення США в 2010 році місто мало площу 49,84 км², з яких 17,24 км² — суходіл та 32,61 км² — водойми.

## Демографія
Згідно з переписом 2010 року, у місті мешкали 26 964 особи в 9764 домогосподарствах у складі 6579 родин. Густота населення становила 541 особа/км². Було 10352 помешкання (208/км²).
Расовий склад населення:
| - 74,2 % — білих - 7,2 % — чорних або афроамериканців - 4,6 % — азіатів - 0,4 % — корінних американців - 0,1 % — вихідців з тихоокеанських островів - 10,4 % — осіб інших рас |

До двох чи більше рас належало 3,2 %. Частка іспаномовних становила 27,9 % від усіх жителів.
За віковим діапазоном населення розподілялося таким чином: 20,6 % — особи молодші 18 років, 62,8 % — особи у віці 18—64 років, 16,6 % — особи у віці 65 років та старші. Медіана віку мешканця становила 40,6 року. На 100 осіб жіночої статі у місті припадало 94,9 чоловіків; на 100 жінок у віці від 18 років та старших — 92,1 чоловіків також старших 18 років.
Середній дохід на одне домашнє господарство становив 102 443 долари США (медіана — 68 362), а середній дохід на одну сім'ю — 116 073 долари (медіана — 81 423). Медіана доходів становила 45 443 долари для чоловіків та 44 613 долари для жінок. За межею бідності перебувало 14,6 % осіб, у тому числі 24,2 % дітей у віці до 18 років та 8,8 % осіб у віці 65 років та старших.
Цивільне працевлаштоване населення становило 13 685 осіб. Основні галузі зайнятості: освіта, охорона здоров'я та соціальна допомога — 26,2 %, роздрібна торгівля — 12,6 %, мистецтво, розваги та відпочинок — 11,7 %, науковці, спеціалісти, менеджери — 10,9 %.

## Українці Глен-Коува
У 1944 році українці-василіяни заснували тут монастир святого Йосафата.
У 1958 році в місті відкрили новіціят отців Василіян, його магістром став отець-доктор Інокентій (Лотоцький).

### Померли
- о. Войнар Мелетій Михайло
- о. Іриней Готра-Дорошенко